# نشانه آبادی
نشانهٔ آبادی (انگلیسی: Abadie's sign) یک نشانهٔ پزشکی است که مشخصه‌اش، اسپاسم ماهیچه بالابرنده پلک بالا و عقب‌کشیدگی پلک فوقانی به نحوی است که سفیدی چشم در بالای قرنیه معلوم است. این نشانه بیشتر در مبتلایان به بیماری گریوز به‌همراه بیرون‌زدگی کره چشم دیده می‌شود که نمای پیش‌آمدگی و برجستگی چشم‌ها را ایجاد می‌کند.
این نشانهٔ پزشکی نام خود را از چشم‌پزشک فرانسوی ژان ماری شارل آبادی می‌گیرد.